# .im
.im è il dominio di primo livello nazionale assegnato all'Isola di Man.
Alcuni siti di software di messaggistica istantanea sono registrati presso un dominio .im, in quanto abbreviazione di instant messaging.